# Heather McDermid
Heather McDermid, född den 17 oktober 1968 i Calgary i Kanada, är en kanadensisk roddare.
Hon tog OS-brons i åtta med styrman i samband med de olympiska roddtävlingarna 2000 i Sydney.